# Patrik Kristal
Patrik Kristal, né le 12 novembre 2007 à Viimsi en Estonie, est un footballeur international estonien. Il évolue au poste de milieu offensif au Paide Linnameeskond.

## Biographie

### En club
Né à Viimsi en Estonie, Patrik Kristal commence le football au Harju JK Laagri (en) puis il est formé par le Tallinna Kalev. Le 28 janvier 2022, à quatorze ans, il rejoint le FCI Levadia Tallinn.
C'est avec ce club qu'il fait ses débuts en professionnel, le 15 juillet 2022, lors d'une rencontre de championnat face au Tartu JK Tammeka. Il entre en jeu à la place de Zakaria Beglarishvili, et son équipe s'impose par trois buts à zéro. Il devient à cette occasion le plus jeune joueur à participer au championnat d'Estonie, à 14 ans, 8 mois et 2 jours, battant le record jusqu'ici détenu par Andrei Tjunin.
Le 1er février 2024, Patrik Kristal signe en faveur du Paide Linnameeskond.
Kristal marque son premier but en professionnel avec Paide Linnameeskond, le 28 avril 2024 contre le FC Narva Trans, en championnat. Entré en jeu, il marque le but égalisateur de son équipe sur une frappe lointaine dans le temps additionnel (1-1 score final).

### En sélection
Patrik Kristal représente l'Estonie en sélection, il commence avec les moins de 16 ans, jouant deux matchs en 2022 durant lesquels il inscrit également deux buts.
Patrik Kristal honore sa première sélection avec l'équipe nationale d'Estonie le 8 septembre 2024, contre la Suède. Il entre en jeu à la place de Vlasiy Sinyavskiy (en) et son équipe est battue par trois buts à zéro.

## Vie privée
Patrik Kristal est le fils de Marko Kristal, footballeur professionnel et joueur emblématique de la sélection estonienne.